# Жигули (сельское поселение)
Сельское поселение Жигули — муниципальное образование в Ставропольском районе Самарской области.
Административный центр — село Жигули.

## Состав сельского поселения
| № | Населённый пункт | Тип населённого пункта       | Население |
| - | ---------------- | ---------------------------- | --------- |
| 1 | Валы             | село                         | 801       |
| 2 | Жигули           | село, административный центр | 1588      |